# Television Malta
Television Malta (malt. Televixin Malta; TVM) – naziemna sieć telewizyjna na Malcie, obsługiwana przez publicznego nadawcę, Public Broadcasting Services (PBS). Pierwsza emisja kanału telewizyjnego miała miejsce w 1962 roku. Telewizja TVM ma największą oglądalność w kraju, na poziomie prawie 35%.

## Logotyp
Od października 2011 – z okazji zbliżającej się wówczas 50. rocznicy istnienia telewizji TVM – postanowiono zmienić logo i znaki towarowe. Nowe logotypy stanowią hołd dla pierwotnych form graficznych TVM, do tego wykorzystano tradycyjny krzyż maltański.

## Główne kanały telewizyjne
8 marca 2012 PBS rozpoczęło testowo emitować TVM HD, pierwszy kanał w formacie HD na Malcie. Obecnie jest dostępny dla wszystkich, którzy korzystają z usług Melita Netbox lub iBox. Z kolei GO, główny rywal Melity w branży telewizji kablowej na Wyspach Maltańskich przez lata oferował również na wyłączność kanał TVM2 HD.
30 lipca 2021 PBS ogłosił powstanie kanału informacyjnego TVMNews+, który zajął miejsce dotychczasowego kanału TVM2.

## Ramówka
Ramówka telewizji TVM jest mocno zróżnicowana. Dominująca tematyka to wiadomości, sport, rozrywka, publicystyka i programy dla dzieci. Jest finansowana z dotacji rządowych, dodatkowe przychody generowane są z emitowanych reklam. Większość programów nadawanych w TVM jest produkowana poza firmą PBS.
Większość programów jest nadawanych w języku maltańskim, jednak ze względu na to, że Maltańczycy mówią powszechnie również po angielsku, część ramówki emitowana jest w języku angielskim (głównie produkcje BBC i ITV).
W ostatnim czasie wprowadzono znacznie zmiany w ramówce telewizyjnej, w tym zwiększoną liczbę programów informacyjnych i nowy program śniadaniowy poświęcony sprawom bieżącym.
Programy informacyjne w TVM są jedynymi głównymi wiadomościami telewizyjnymi, które nie są produkowane przez aparat medialny partii politycznej, ponieważ dwie inne główne sieci maltańskie (One i Telewizja NET) są własnością odpowiednio Partii Pracy i Partii Narodowej.
TVM emituje TVAM, śniadaniowy program telewizyjny skupiający się na wiadomościach i sprawach bieżących, rano w dni powszednie od 07:00 do 08:30. Główny program informacyjny TVM L-aħbarijiet ta’ Televixin Malta („Wiadomości z Telewizji Malta”) jest nadawany w dni powszednie od 20:00 do 20:50, wraz z krótkimi wiadomościami zatytułowanymi Aħbarijiet fil-qosor („Wiadomości w skrócie”) przez cały dzień. Od 2012 w siostrzanej sieci TVM2 nadawany był wieczorny program informacyjny w języku migowym.